# Bou-Azzer-Mine
Die Bou-Azzer-Mine ist ein bedeutendes Kobalt-Nickel-Bergwerk im Süden Marokkos.

## Lage
Das Bergwerk befindet sich im Antiatlas in der Provinz Ouarzazate in einer Höhe von 1300 m bis 1400 m über dem Meeresspiegel, etwa 45 km (Luftlinie) südlich der Provinzhauptstadt Ouarzazate.
Die Mine liegt in unmittelbarer Nähe zur asphaltierten Landesstraße RR108, welche die Kleinstädte Taznakht im Westen und Agdz im Osten verbindet.

## Geologie und Mineralogie
Der Bergbau Bou-Azzer ist Teil eines ausgedehnten Kobalt-Nickel-Bergbaugebietes, welches sich auf einer Länge von 70–90 km von Nordwesten nach Südosten erstreckt. Die Lagerstätte befindet sich in präkambrischem Grundgebirge mit einer silikatisch-karbonatischen Decke. Dort tritt die Vererzung im Kontaktbereich zu Serpentiniten des Bou-Azzer-Ophioliths auf.
Bou-Azzer ist ein bekannter Mineral-Fundort, an dem bisher rund 180 anerkannte Mineralarten sowie verschiedene Varietäten und Mischkristalle wie unter anderem Biotit, Gersdorffit und Hibschit (Stand 2023) entdeckt wurden. Für vier Minerale gilt Bou-Azzer zudem als Typlokalität (erster Fundort), namentlich Irhtemit, Nickelaustinit und Wendwilsonit sowie der nach dessen Typlokalität benannte Bouazzerit.

## Geschichte
Da die Bewohner der Region das markant violette Kobaltarsenat Erythrin als Rattengift und Insektizid benutzten, wurde zwischen 1928 und 1930 in Bou Azzer gezielt nach Kobalterz gesucht. Der aufgefundene Bergbaudistrikt wurde der Société minière de Bou-Azzer et de Guerara (SMAG) zugesprochen. Während des Zweiten Weltkrieges musste die Abbautätigkeit zwischen 1940 und 1943 eingestellt werden.
Heute wird das Bergwerk als Untertagebergbau von der Compagnie de Tifnout Tighanimine (CTT), einer Tochtergesellschaft des Rohstoffkonzerns Managem betrieben.

## Umweltbelastung durch Arsen
1999 schrieb El Houssaine Berdouzi auf Vorschlag (1995) seines Professors Jean-Claude Samama seine Doktorarbeit Etude de la Dispersion des Polluants Mineraux Autour de la mine de Bou-Azzer über die Arsenbelastung des Wadi Alougoum durch in der frühesten Mine abgebautes Kobaltarsenid (Modderit) und durch präkambrische Sedimente im Wadi. 2013 machte die marokkanische Zeitung Al Massa noch einmal darauf aufmerksam. Celia Izoard erinnerte im Juli 2023 daran wie auch an die zweifelhafte Arbeitssicherheit bei Subunternehmen und Gewerkschaftsfreiheit.
Im November 2023 wurde das Thema der Arsenverseuchung von Umwelt und Menschen von zahlreichen deutschen Medien aufgegriffen, da BMW von Managem mit dem in der Bou-Azzer-Mine gewonnenen Kobalt beliefert wird. Experten vermuten, dass die dokumentierten Zustände in der Mine in Konflikt mit dem deutschen Lieferkettengesetz stehen könnten.
BMW gab eine Untersuchung in Auftrag und teilte im Mai 2024 folgendes mit: es gebe im Umfeld der Mine „teilweise hohe Arsenkonzentrationen in Abfällen und Wasserauffangsystemen auf dem Minengelände selbst sowie in der unmittelbaren Umgebung.“ Einen Bezug zum Minenbetrieb hätten die mit der Untersuchung Beauftragten weder herstellen noch ausschließen können.
Der Minenbetreiber habe seit dem Beginn der Berichterstattung Baumaßnahmen umgesetzt, um zu verhindern, dass Wasser und Staub aus der Mine in die Umwelt gelangen. Hierfür seien unter anderem neue Wasserbecken gebaut und Entwässerungsgräben gezogen worden. Man habe das Flussbett von Sedimenten gereinigt.